# Nürburgring-Lauf
Der Nürburgring-Lauf war ein Volkslauf in Nürburg auf der Strecke des Nürburgringes, der 1978 zum ersten Mal stattfand. Von 2004 bis 2015 war er Teil des im Spätsommer ausgetragenen Multi-Sport-Events Rad & Run am Ring, das von einer Veranstaltungsgemeinschaft organisiert wird, die aus dem RC Herschbroich und eventwerkstatt GmbH besteht.

## Geschichte
Der Nürburgring-Lauf wurde 1978 von den Laufpionieren Ernst van Aaken und Manfred Steffny begründet und bis 2000 vom Leichtathletik-Verband Rheinland organisiert. Nachdem er in den Jahren 2001 bis 2003 ausgefallen war, wurde er von der Veranstaltungsgemeinschaft 2004 als Run am Ring wieder ins Leben gerufen und mit der Radsport-Veranstaltung Rad am Ring ergänzt. 2015 fand der Lauf zum letzten Mal statt.

## Strecken

### Nürburgring-Lauf / Run am Ring
Der Hauptlauf ging über 24,4 km und führte im Uhrzeigersinn über die verkürzte Grand Prix-Strecke und die legendäre Nordschleife. Insgesamt waren ca. 500 Höhenmeter zu bewältigen, davon knapp 300 beim Aufstieg von Breidscheid bei km 12 zur Hohen Acht bei km 16.
Außerdem gab es zwei kürzere Läufe auf der Grand-Prix-Strecke mit einer Länge von 5,137 km (eine Runde) bzw. 10,274 km (zwei Runden), bei denen es eine eigene Wertung für Schüler gab, sowie einen Bambini-Lauf.

### Rad am Ring
Zur Radsportveranstaltung Rad am Ring gehören ein 24-Stunden-Rennen (auch für Zweier- und Vierer-Teams und Achter-Teams), drei Jedermannrennen über 25 km, 75 km und 150 km auf der Nordschleife und ein 24-Stunden-Rennen für Mountainbiker (auch für Zweier-, Vierer- und Achter-Teams) auf einer 7 km-Schleife zwischen der Grand-Prix-Strecke und der Nürburg. Zusätzlich wird im Jahr 2016 erstmals ein internationales Eintagesrennen der UCI-Kategorie 1.1 veranstaltet.

## Statistik

### Streckenrekorde
(alte Strecke, in Klammern auf die neue Strecke hochgerechnete Zeiten)
- Männer: 1:13:23 (1:15:15), Francis Nade (TAN), 1993
- Frauen: 1:24:23 (1:26:31), Nadeschda Iljina (RUS), 1993

### Siegerliste

#### Neue Strecke (24,4 km)
| Datum         | Männer                     | Zeit (h) | Frauen                      | Zeit (h) |
| ------------- | -------------------------- | -------- | --------------------------- | -------- |
| 25. Juli 2015 | Phillip Reid(GER)          | 1:29:57  | Nicole Möbus(GER)           | 1:41:23  |
| 26. Juli 2014 | Martin Mistelbauer(AUT)    | 1:29:49  | Vanessa Fischer(GER)        | 1:44:20  |
| 7. Sep. 2013  | Torben Detlefsen(GER)      | 1:29:44  | Carola Bendl-Tschiedel(AUT) | 1:48:17  |
| 1. Sep. 2012  | Bodo Banischewski(GER)     | 1:32:36  | Kathrin Stöcker(GER)        | 1:48:01  |
| 20. Aug. 2011 | Dietmar Bier(GER)          | 1:30:36  | Silvia Krull(GER)           | 1:36:57  |
| 21. Aug. 2010 | Steffen Kothe(GER)         | 1:32:00  | Petra Maak(GER)             | 1:39:39  |
| 1. Aug. 2009  | Benjamin Porten            | 1:30:32  | Petra Maak -3-              | 1:38:42  |
| 23. Aug. 2008 | Michael May                | 1:29:35  | Silvia Krull                | 1:34:44  |
| 5. Aug. 2007  | Joseah Kiprono Keter (KEN) | 1:28:06  | Sonja Oberem                | 1:36:50  |
| 17. Sep. 2006 | Deodatus Bonaventura (TAN) | 1:25:42  | Petra Maak -2-              | 1:40:19  |
| 21. Aug. 2005 | Raymond Kimutai Bett (KEN) | 1:20:58  | Nicole Bornhütter           | 1:45:50  |
| 22. Aug. 2004 | Andrij Toptun (UKR)        | 1:20:10  | Petra Maak                  | 1:38:39  |

#### Alte Strecke (23,8 km)
| Datum | Männer               | Zeit (h) | Frauen                | Zeit (h) |
| ----- | -------------------- | -------- | --------------------- | -------- |
| 2000  | Isaac Chemobwo       | 1:15:34  | Jana Klimešová (CZE)  | 1:28:54  |
| 1999  | Isaac Chemobwo (KEN) | 1:22:47  | ???                   | ???      |
| 1998  | Johana Mutysia (KEN) | 1:19:47  | Angelina Kanana (KEN) | 1:26:12  |
| 1997  | Luke Kibet (KEN)     | 1:16:40  | Mellen Munyoro (KEN)  | 1:28:49  |

### Finisherzahlen
| Jahr | 24,4 km (Männer/Frauen) | 10 km (Männer/Frauen) | 5 km (Männer/Frauen) |
| ---- | ----------------------- | --------------------- | -------------------- |
| 2015 | 1058 (858/200)          | 229 (149/81)          | 181 (97/84)          |
| 2014 | 1021 (817/204)          | 265 (161/104)         | 200 (103/97)         |
| 2013 | 957 (761/196)           | 246 (167/79)          | 198 (117/81)         |
| 2012 | 1132 (931/201)          | 298 (178/120)         | 198 (119/79)         |
| 2011 | 1193 (973/220)          | 318 (194/124)         | 198 (97/101)         |
| 2010 | 1309 (1070/239)         | 302 (189/113)         | 211 (121/90)         |
| 2009 | 1197 (996/201)          | 293 (181/112)         | 182 (101/81)         |
| 2008 | 1153 (983/170)          | 242 (170/72)          | 177 (104/73)         |
| 2007 | 1245 (1088/157)         | 310 (218/91)          | 281 (164/117)        |
| 2006 | 961 (828/133)           | 260 (174/86)          | 208 (132/76)         |
| 2005 | 1444 (1227/217)         | 359 (241/118)         | 165 (98/67)          |
| 2004 | 1279 (1085/194)         | 317 (187/130)         | 120 (59/61)          |